# Arrows A8

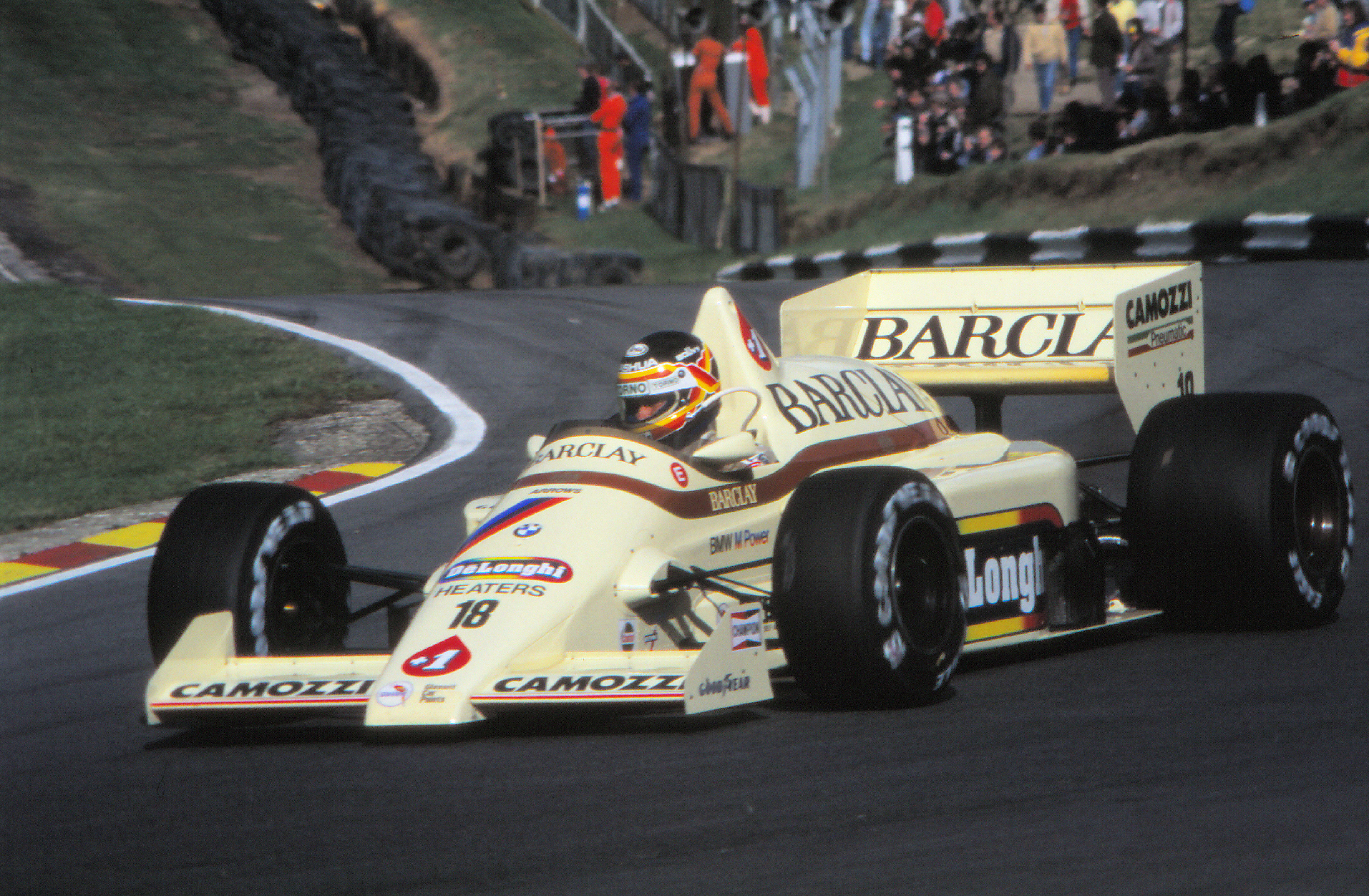
Boutsen en el Gran Premio de Europa.

El Arrows A8 fue un monoplaza de Fórmula 1 del equipo Arrows, usado para la temporada 1985 y la temporada 1986. Los pilotos que lo condujeron fueron Gerhard Berger y Thierry Boutsen en el año 1985 y Boutsen y Marc Surer y Boutsen al inicio de la siguiente, antes de que Christian Danner remplazara a Surer.
Boutsen logró un segundo puesto en el Gran Premio de San Marino de 1985 como mejor resultado.